# Demo MTV
Demo MTV foi um programa criado pela MTV, para a divulgação de clipes e bandas independentes brasileiras. Inicialmente foi apresentado por Daniel Benevides e posteriormente outros, mas o programa teve vida curta. Vídeos e músicas de bandas como Killing Chainsaw, Vzyadoq Moe, Loop B e boa parte das bandas alternativas seminais do início dos anos 90, estrearam neste programa.